# عادل‌آباد، هند
عادل‌آباد (به انگلیسی: Adilabad) در هند است که در بخش عادل‌آباد واقع شده‌است.

## خصوصیات
عادل‌آباد ۱۱۷٬۳۸۸ نفر جمعیت دارد و ۲۶۴ متر بالاتر از سطح دریا واقع شده‌است.